# طواف عمان 2010
طواف عمان 2010 هو سباق دراجات هوائية أقيم بتاريخ 14–19 فبراير، تكون السباق من 6 مراحل وامتدّ لمسافة 687. 1 كم بسرعة 42.8 كم/س، استغرق السباق 16 ساعة 02 دقيقة 52 ثانية. فاز به السويسري فابيان كانسيليرا وحلّ ثانيا إيدفالد بواسون هاغن.

## الترتيب
| م                     | الدرّاج              | البلد   | الزمن                     |
| --------------------- | ------------------- | ------- | ------------------------- |
| الفائز بالترتيب العام | فابيان كانسيليرا    | سويسرا  | 16 ساعة 02 دقيقة 52 ثانية |
| الثاني                | إيدفالد بواسون هاغن | النرويج |                           |
| حسب النقاط            | إيدفالد بواسون هاغن | النرويج | -                         |
| أفضل شاب              | إيدفالد بواسون هاغن | النرويج | -                         |

## روابط خارجية
- طواف عمان 2010 على موقع إحصائيات الدراجات الإحترافية (الإنجليزية)